# Eiskunstlauf-Weltmeisterschaften 1932
Die 30. Eiskunstlauf-Weltmeisterschaften fanden vom 17. bis 20. Februar 1932 in Montreal (Kanada) statt.
Sonja Henie löste mit ihrem sechsten Weltmeistertitel Herma Szabó als Rekordweltmeisterin ab. Zum ersten Mal nahmen Athleten aus Japan teil.

## Ergebnisse

### Herren
| Platz | Sportler            | Land               |
| ----- | ------------------- | ------------------ |
| 1     | Karl Schäfer        | Österreich         |
| 2     | Montgomery Wilson   | Kanada             |
| 3     | Ernst Baier         | Deutsches Reich    |
| 4     | Marcus Nikkanen     | Finnland           |
| 5     | Roger Turner        | Vereinigte Staaten |
| 6     | James Lester Madden | Vereinigte Staaten |
| 7     | Kazuyoshi Oimatsu   | Japan              |
| 8     | Ryoichi Obitani     | Japan              |
| 9     | Robin Lee           | Vereinigte Staaten |

Punktrichter waren:
- Walter Jakobsson  Finnland
- N. M. Scott  Kanada
- Hans Günauer  Österreich
- Yngvar Bryn  Norwegen
- G. Torchon  Frankreich
- H. J. Clarke  Vereinigtes Königreich
- J. B. Liberman  Vereinigte Staaten

### Damen
| Platz | Sportlerin       | Land                   |
| ----- | ---------------- | ---------------------- |
| 1     | Sonja Henie      | Norwegen               |
| 2     | Fritzi Burger    | Österreich             |
| 3     | Constance Wilson | Kanada                 |
| 4     | Maribel Vinson   | Vereinigte Staaten     |
| 5     | Vivi-Anne Hultén | Schweden               |
| 6     | Yvonne de Ligne  | Belgien                |
| 7     | Megan Taylor     | Vereinigtes Königreich |
| 8     | Cecilia Colledge | Vereinigtes Königreich |
| 9     | Mollie Phillips  | Vereinigtes Königreich |
| 10    | Joan Dix         | Vereinigtes Königreich |
| 11    | Suzanne Davis    | Vereinigte Staaten     |
| 12    | Margaret Bennet  | Vereinigte Staaten     |
| 13    | Elizabeth Fisher | Kanada                 |
| 14    | Mary Littlejohn  | Kanada                 |

Punktrichter waren:
- J. B. Liberman  Vereinigte Staaten
- Hans Günauer  Österreich
- G. Torchon  Frankreich
- Walter Jakobsson  Finnland
- Yngvar Bryn  Norwegen
- H. J. Clarke  Vereinigtes Königreich
- N. M. Scott  Kanada

### Paare
| Platz | Sportler                             | Land               |
| ----- | ------------------------------------ | ------------------ |
| 1     | Andrée Brunet / Pierre Brunet        | Frankreich         |
| 2     | Emília Rotter / László Szollás       | Ungarn             |
| 3     | Beatrix Loughran / Sherwin Badger    | Vereinigte Staaten |
| 4     | Olga Orgonista / Sándor Szalay       | Ungarn             |
| 5     | Frances Claudet / Chauncey Bangs     | Kanada             |
| 6     | Constance Wilson / Montgomery Wilson | Kanada             |
| 7     | Maude Smith / Jack Eastwood          | Kanada             |
| 8     | Theresa Weld / Nathaniel Niles       | Vereinigte Staaten |
| 9     | Isobel Rogers / Melville Rogers      | Kanada             |

Punktrichter waren:
- Walter Jakobsson  Finnland
- N. M. Scott  Kanada
- Hans Günauer  Österreich
- Yngvar Bryn  Norwegen
- G. Torchon  Frankreich
- Eugen Minich  Ungarn
- J. B. Liberman  Vereinigte Staaten

## Medaillenspiegel
| Platz | Land               | Gold | Silber | Bronze | Gesamt |
| ----- | ------------------ | ---- | ------ | ------ | ------ |
| 1     | Österreich         | 1    | 1      | –      | 2      |
| 2     | Frankreich         | 1    | –      | –      | 1      |
| 2     | Norwegen           | 1    | –      | –      | 1      |
| 4     | Kanada             | –    | 1      | 1      | 2      |
| 5     | Ungarn             | –    | 1      | –      | 1      |
| 6     | Deutsches Reich    | –    | –      | 1      | 1      |
| 6     | Vereinigte Staaten | –    | –      | 1      | 1      |